# Wicklewood
Wicklewood – wieś w Anglii, w hrabstwie Norfolk, w dystrykcie South Norfolk. Leży 17 km na zachód od Norwich i 145 km na północny wschód od Londynu. W 2001 miejscowość liczyła 886 mieszkańców.